# Volker Bräutigam (Komponist)
Volker Bräutigam (* 23. Mai 1939 in Frohnau/Erzgebirge; † 31. Mai 2022) war ein deutscher Komponist und Kirchenmusiker.

## Leben
Volker Bräutigam war Mitglied des Dresdner Kreuzchores, damals unter der Leitung von Rudolf Mauersberger. An der Leipziger Musikhochschule erhielt er von 1957 bis 1962 seine Ausbildung in Kirchenmusik und Komposition, letzteres bei Johannes Weyrauch. Er war der erste Student, der es wagte, die Musik von Olivier Messiaen bekannt zu machen, obwohl sie nicht den Vorstellungen des DDR-Regimes entsprach.
Bräutigam war bis zur Sprengung der Leipziger Universitätskirche Assistenzorganist des dortigen Organisten Robert Köbler und nach seinem Studium über 30 Jahre lang Kirchenmusiker der Heilandskirche in Leipzig-Plagwitz. Von 1981 bis 1994 war er Dozent an der Musikhochschule in Leipzig, ab 1981 auch an der Hochschule für Kirchenmusik in Halle/Saale (EHK). Dort hatte er ab 1995 eine Professur inne. Als Konzertorganist trat Bräutigam in Europa, den USA und Japan auf. Auch nach seinem Eintritt in den Ruhestand wirkte er bis 2010 an der EHK.
Sein kompositorisches Schaffen ist stilistisch vielfältig. Neben seiner Bewunderung für die neobarocke Kirchenmusik von Siegfried Reda, Ernst Pepping und Johann Nepomuk David sowie für die Werke Messiaens sind Einflüsse durch Alte Musik und Jazz erkennbar. Neben Chor- und Orgelwerken schuf er auch Musik für Zeichentrickfilme der DEFA. Sein bekanntestes Werk ist die
Evangelienmusik zu Bachs Markuspassion (1981), in der er in bewusstem stilistischem Kontrast zu Johann Sebastian Bachs durch Rekonstruktion überlieferten Chorsätzen und Arien den Evangelienbericht und die Turbae für Solostimmen und Chor vertonte, begleitet von Orgel und Schlagzeug.
Volker Bräutigam und die Cembalistin und Kirchenmusikerin Maria Bräutigam sind die Eltern der Kirchenmusikerin Christiane Bräutigam.
Volker Bräutigams Grab befindet sich auf dem Leipziger Südfriedhof.

## Werke (Auswahl)
Orgelwerke
- Sechs kleine Präludien über Weihnachtslieder (1971)
- Epitaph für Maksymilian Kolbe (1975)
- Toccata in C (1977)
- Drei jazzverwandte Choralbearbeitungen (1982–1990)

Vokalmusik
- Requiem für Martin Luther King (1968, zurückgezogen), daraus Drei Seligpreisungen (1970)
- Magnificat, für Sopran und Orchester (1970)
- Aus der Tiefe rufe ich, Herr, zu dir, Psalm für Sopran und Orgel (1970/1995)
- Evangelienmusik zu Bachs Markuspassion (1981)
- De angelis. Konzert für Orgel, Schlagzeug und Sopran (1985)
- Epitaph (Werk für Chor und Orchester von 2008 zum Gedenken an die Sprengung der Universitätskirche vor 40 Jahren)[2]